# Modaal werkwoord
Een modaal werkwoord (ook wel modaal hulpwerkwoord) geeft een bepaalde houding ten opzichte van het werkwoord aan; ofwel, het voegt een bepaalde modaliteit toe, zoals noodzakelijkheid (moeten), waarschijnlijkheid (zullen), mogelijkheid (kunnen), wenselijkheid (willen) en het ontbreken van noodzakelijkheid dan wel verplichting (hoeven).
Bij de meeste modale werkwoorden zijn er twee verschillende interpretaties: 
1. epistemisch
  1. 'Hij moet (wel) eten' — het kan (haast) niet anders dan dat hij eet.
  2. 'Hij kan eten' — het is mogelijk dat hij eet
2. deontisch
  1. 'Hij moet eten' — hij is verplicht te eten.
  2. 'Hij kan eten' — hij is in staat te eten.
  3. 'Hij wil eten' — hij is bereid of van plan te eten

Typisch is dat deze persoonsvormen geen t hebben in de derde persoon enkelvoud: hij kan, hij wil, hij mag.
Het modale werkwoord hoeven heeft bovengenoemd kenmerk niet, maar wordt meestal gecombineerd met het partikel te en een infinitief. Hoeven kan zowel met als zonder ontkenning voorkomen:
hij hoeft vandaag niet te werken — er is geen noodzaak of verplichting om vandaag te werken
hij hoeft er pas om tien uur te zijn — er is geen noodzaak of verplichting eerder te komen, hoewel de ontkenning hier wellicht in het woord pas zit (niet eerder dan).
Hoeven in ontkennende vorm kan een synoniem zijn van willen:
ik hoef geen suiker in de thee — eigenlijk: ik wil geen suiker in de thee
In dit geval klinkt hoeven minder categorisch, wat "zachter", dan willen.
Evenzo is mogen in de gesproken taal vaak een synoniem van moeten:
hier mag u nu uw handtekening zetten - eigenlijk: hier moet u nu uw handtekening zetten
Een bevel van hogerhand wordt vaak in deze vorm gegoten, om het gevoel van autoriteit te vermijden.
Genoemde werkwoorden hebben voorts de eigenaardigheid dat in de spreektaal de bijbehorende infinitief vaak wordt weggelaten en/of vervangen door een bepaling van gesteldheid: ik kan niet weg, mag ik naar de film?, de taart moet op, hij durft niet naar de dokter, de hond wil los, ik wil de biefstuk bruin, de fiets kan niet kapot, we hoeven niet naar school (Annie M.G. Schmidt). Ook zijn kan deze rol spelen: vader is naar de bank. Het is een informele constructie die typisch Nederlands is; in het Duits komt zij alleen met bijwoordelijke bepalingen van plaats voor (ich muss in die Schule, der Kuchen kann weg), niet met adjectieven (*das Fahrrad kann nicht kaputt). Zij bestaat niet in het Frans (*vous pouvez dans l’arbre, *je dois à l’hôpital) of Engels (*you cannot to school, *may I away?, *can I back?). De constructie is zelfs in de wat formelere spreektaal zonder meer acceptabel, maar in de schrijftaal niet helemaal “koosjer”; de scheidingslijn loopt in dit geval tussen informele en de formele schrijftaal. Het werkwoord hoeven is zelfs geheel voorbehouden aan de informele taal, die overigens toch ook in officiële maar voor gewone mensen bedoelde stukken weleens opduikt (U hoeft het bedrag niet in een keer te betalen).
Zullen is formeel alleen een hulpwerkwoord en valt dus niet onder deze groep; in informele spreektaal zijn er echter wel uitzonderingen: Hannie moet en zal op dansles; ik zal je!